# Wilhelm Bergner

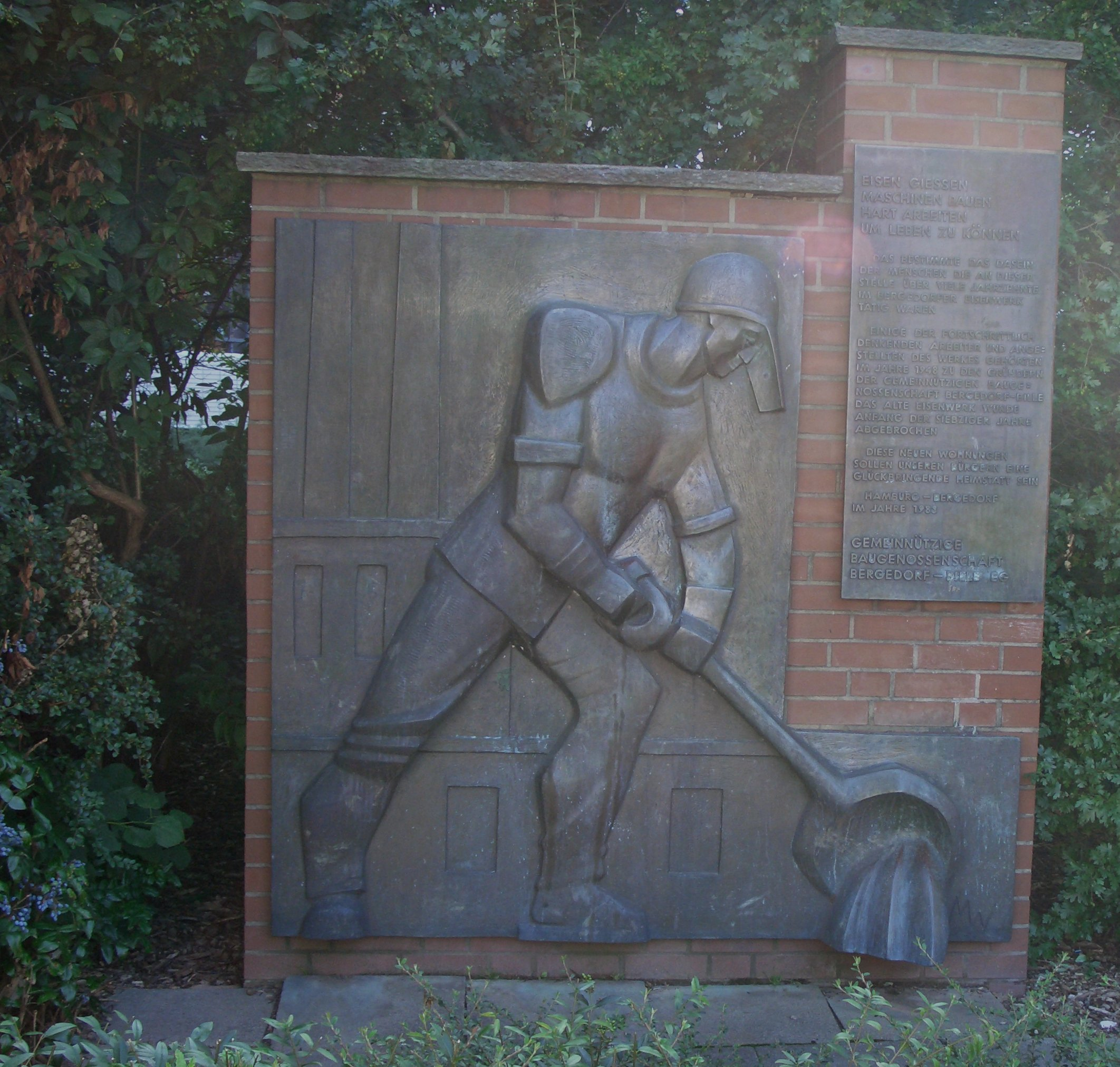
1983: Denkmal in Bergedorf an der Kreuzung Ludwig-Rosenberg-Ring / Wilhelm-Bergner-Straße

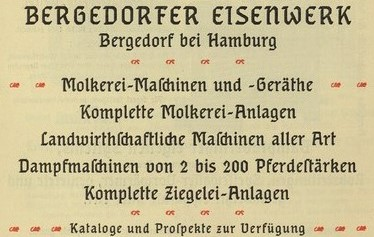
Portfolio auf der Weltausstellung Paris 1900

Wilhelm Bergner (* 17. November 1835 in Geesthacht; † 1905 in Hamburg-Bergedorf) war Industrieller und Gründer der Eisengießerei und Maschinenfabrik Bergner & Nordenberg in Hamburg-Bergedorf. Nach ihm sind in Lohbrügge und in Glinde zwei Straßen benannt.
Bergner verlegte seine 1859 in Geesthacht gegründete Maschinenfabrik 1864 in das damals dänische Sande bei Bergedorf. Dort wurde sie 1867 in „Bergedorfer Eisenwerk“ umbenannt und 1907 zur Aktiengesellschaft umgewandelt. Bergner war einer der ersten industriellen Fabrikanten Bergedorfs.
Bis etwa 1974 stand unweit des Eisenwerks die weiße Bergner-Villa an der Straße Bergnerpfad, wo er bis zu seinem Tode wohnte. Die Villa und deren Nebengebäude wurden im Zuge der Errichtung von Neubauten im heutigen Ludwig-Rosenberg-Ring Ecke Walter-Freitag-Straße abgerissen. Lediglich ein paar erhaltene alte Eichen innerhalb der Wohnblocks markieren die Stelle rund um die ehemalige Villa und deren kleiner Parkanlage sowie die damalige Straßenführung des Bergnerpfads, den es nicht mehr gibt. Später wurde von der Baugenossenschaft dort in der Nähe ein Denkmal errichtet, das an den Gründer des Bergedorfer Eisenwerks erinnert.

## Soziales Engagement
Er schuf eine werkseigene Krankenkasse, eine Sparkasse und für die damaligen Verhältnisse moderne Arbeiterwohnungen, die später zu der Baugenossenschaft Bergedorf Bille e. G. führten. Eine Unterstützungskasse für in Not geratene Betriebsmitarbeiter wurde am 1. Januar 1898 mit einem Grundkapital von 50.000 Mark ins Leben gerufen. Er engagierte sich auch sozial und förderte den Bau der 1897 geweihten Sander Erlöserkirche durch die Spende von Glasfenstern im Wert von 10.000 Mark und einer Spende für den Bau des Pastorates in Höhe von 5.000 Mark und rettete durch Aufkauf die Windmühle an der heutigen Chrysanderstraße in Bergedorf.
Bergner wurde 1899 für seine unternehmerischen Leistungen der Rote Adlerorden verliehen und zum Königlich-Preußischen Commerzienrath ernannt.
Das Mausoleum Bergners, das er sich 1900 auf dem Friedhof der Erlöserkirche vom Hamburger Architekten Hugo Groothoff errichten ließ, wurde im Jahr 2000 zusammen mit dem kompletten Kirchengelände als kulturhistorisch bedeutsam unter Denkmalschutz gestellt.

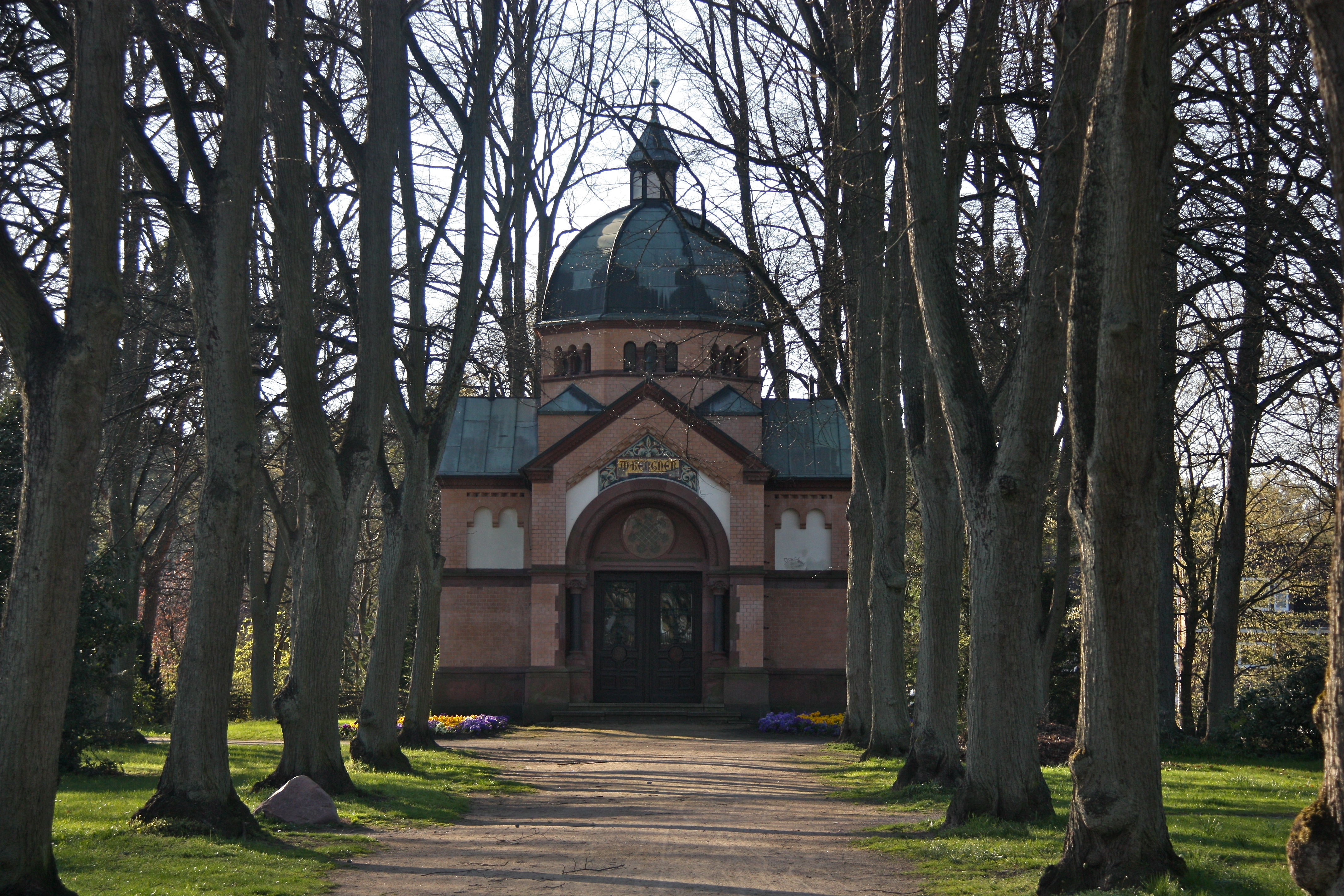
Mausoleum Bergner auf dem Alten Friedhof Lohbrügge

## Ehrung
Nach Wilhelm Bergner ist in den Hamburger Stadtteilen Bergedorf und Lohbrügge die Wilhelm-Bergner-Straße benannt. Sie hieß bis 1950 Wilhelmstraße, auch schon zu seinen Ehren. Zudem gibt es die Wilhelm-Bergner-Straße in Glinde bei Hamburg.